# Isola Comacina
Isola Comacina je mali šumoviti otok talijanskog jezera Como, administrativno dio općine Ossuccio. Nalazi se u blizini zapadne obale Como kraka jezera ispred zaljeva poznatog kao Zoca de l'oli, lombardski naziv koji se odnosi na lokalnu malu proizvodnju maslinovog ulja. 

## Povijest
U kasnom 6. stoljeću (oko 587.) otok je bio preostalo rimsko uporište pod Francijem, Narsesovim podređenim; iako su područja oko jezera Como u potpunosti kontrolirali Langobardi. Otok su dugo vremena opsjedali Langobardi pod Autarijem koji su pustili Francija da pobjegne natrag u Narzesovu prijestolnicu Ravennu. Langobardi su otkrili da otok sadrži "mnoga bogatstva" koja su lokalni rimski lojalisti ostavili na čuvanje.
Otok su 1169. godine napali Fridrik Barbarossa i vojnici iz grada Coma. Godine 1175. Vidulfo, biskup od Coma, prokleo je otok sljedećim riječima:
Godine 1919. otok je dan Belgiji, u znak počasti kralju Albertu I. Otok je vraćen sljedeće godine.
Pietro Lingeri sagradio je tri kuće na otoku 1939. godine. Njegova je ideja bila otok pretvoriti u koloniju umjetnika. Kuće su građene u racionalističkom stilu, od domaćih materijala i bez puno ukrasa.
Otok se sada sastoji od restorana, kafića, zbirke arheoloških nalazišta i tri kuće umjetnika.

## Vanjske poveznice
- Isola Comacina službena web stranica